# Giulia Imperio
Giulia Imperio (Grottaglie, 7 dicembre 2001) è una sollevatrice italiana, laureatasi campionessa europea nella categoria fino a 49 kg a Tirana 2022.

## Biografia
Ha fatto parte della spedizione italiana ai Giochi olimpici giovanili di Buenos Aires 2018.
Ai Giochi del Mediterraneo di Orano 2022 ha guadagnato l'oro nei 48 kg nello strappo e nello slancio.

## Palmarès
- Europei

Tirana 2022: oro nei 49 kg.
Erevan 2023: argento nei 49 kg.
- Giochi del Mediterraneo

Orano 2022: oro nei 48 kg nello strappo e nello slancio.